# Fatukoko
Fatukoko is een bestuurslaag in het regentschap Timor Tengah Selatan van de provincie Oost-Nusa Tenggara, Indonesië. Fatukoko telt 1026 inwoners (volkstelling 2010).